# Avokado (biljna vrsta)
Avokado (lat. Persea americana; sin.: Persea gratissima) je tropsko voće koje raste u Srednjoj Americi i Meksiku. Naziv avokado potječe od astečke riječi ahuacatl, a kolokvijalni naziv za avokado je "aligatorska kruška", što upućuje na oblik i grubu površinu kore. Postoji više od 80 podvrsta avokada, koje se svrstavaju u tri kategorije (meksičku,  gvatemalsku i zapadnoindijsku). 

## Opis
Zimzeleno drvo naraste u visinu 6 – 20 m. Listovi su dugi 10 – 12 cm, elipsasta oblika. Cvjetovi nastaju od siječnja do ožujka. Avokado cvijeta u velikim cvjetovima koji sadrže 100 – 300 manjih. Do oprašivanja dolazi u samo 0.1 % slučajeva. Glavni uzrok toga leži u činjenici što je tijekom prvog dana cvjetanja sazreo samo tučak i što su prašnici još nerazvijeni. Cvijet se kasnije na jedan dan zatvara. Kad se cvijet ponovno otvori, prašnici su već zreli,  ali je tučak uvenuo. Osim toga se cvjetovi sa zrelim prašnicima u odnosu na cvjetove sa zrelim tučcima otvaraju u različito doba dana. Plodovi su okrugli, zelene boje i teški do 2 kg. Kora je hrapava.

## Podrijetlo
Avokado potječe iz prašuma Srednje i Južne Amerike, gdje se počeo uzgajati 8000 g. pr. Kr. Prema legendama Maya avokado je davao čarobne moći njihovim princezama. U 16. st. španjolski osvajači su prenijeli avokado u Europu. Od sredine 17. st. avokado se preko Jamajke širi u Aziju. Početkom 20. st. avokado se rasprostranjuje u SAD-u, Meksiku, Dominikanskoj Republici, Brazilu i Kolumbiji.

## Koristi
Avokado ima brojna ljekovita svojstva. Štiti od raka dojke i prostate, te je bogat izvor vitamina E. Vrlo vrijedan proizvod koji se dobiva iz avokada je ulje koje je dobro za njegu kože. Također, mnogi kuhari ga koriste umjesto maslinova ulja u pripremi jela. Plod avokada se dosta koristi u meksičkoj kuhinji. Europski mornari su avokado koristili kao maslac.

## Avokado u Hrvatskoj
Premda avokado spada u tropsko voće, njegov uzgoj je moguć i u mediteranskoj klimi, tako je poznato nekoliko primjeraka u Konavlima pored Dubrovnika, prisutno je sedam velikih primjeraka od tri varijeteta koji rastu u samom Dubrovniku i daju ukusne plodove, postoji nekoliko primjeraka na Korčuli i Hvaru, a zabilježen i primjerak koji daje plodove na najsjevernijoj lokaciji kod Zadra, što je svojevrstan kuriozitet.

## Vanjske poveznice
|  | Zajednički poslužitelj ima još gradiva o temi Persea americana |
|  | Wikivrste imaju podatke o taksonu Persea americana             |